# The Parlotones
The Parlotones sind eine südafrikanische Indie-Rock-Band aus Johannesburg.

## Geschichte
Der Sänger und Songwriter der Band, Kahn Morbee, lernte im Alter von 17 Jahren das Gitarrespielen und begann Lieder zu schreiben. Im Sommer 1998 lernte er den Schlagzeuger Neil Pauw an seiner Highschool kennen. Sie erkannten ihren gemeinsamen Musikgeschmack und gründeten die Band. An der Universität traf Morbee den Gitarristen Paul Hodgson, der sich der Band anschloss. Hodgsons jüngerer Bruder, der Gitarre, Klavier und Bass spielen konnte, vervollständigte die Band als Bassist. The Parlotones spielten drei Jahre lang als Quartett, ehe sie im Juli 2002 John Boyd aufnahmen, der der Musik einen leichten Synth und Soundeffekt hinzufügte.
2006 unterschrieb die Band einen Vertrag mit der internationalen Abteilung von Universal Music. Der Vertrag, der Frankreich, Japan, Deutschland, die Niederlande, Nordirland sowie das Vereinigte Königreich umfasste, begann mit der Single Beautiful. In Deutschland wurde die Musik beim alternativen Rock-Sender Motor FM gespielt. Das Musik-Video zu Colourful erreichte über Dubai den Sender MTV Europe. 2006 gewannen The Parlotones mit Radiocontrolledrobot den SAMA Award für das beste Rock-Album. Die Single Overexposed war die Titelmelodie im Kurzfilm FHM World’s Hottest Woman.
2007 nahm die internationale Künstleragentur Primary UK, die auch Panic! at the Disco, Allen, The Cure, Fall Out Boy und The Streets vertritt, die Band unter Vertrag. Das Album A World Next Door to Yours wurde in Bellville produziert und erschien Ende 2007. Nach Aussage des Bassisten Glenn Hodgson ließen sich The Parlotones von den Beatles und The Rolling Stones wie von Coldplay, R.E.M. und Snow Patrol inspirieren.
Am 7. Juli 2007 spielten The Parlotones beim Live-Earth-Konzert in Randburg.
2008 unterschrieben The Parlotones für Deutschland, Österreich und Schweiz einen Plattenvertrag beim Indie-Label eastZone music. Im Oktober und November 2009 befanden sich The Parlotones auf Deutschlandtournee und wurden von der Krefelder Band Oh, Napoleon begleitet. Am 4. Juni 2010 ist ihr Album Stardust Galaxies in Deutschland erschienen.
Mit dem Track Push Me to the Floor aus dem Album Stardust Galaxies traten sie bei der Eröffnungsfeier der Fußball-Weltmeisterschaft 2010 auf. Die ARD machte den Song Come Back as Heroes aus dem gleichen Album zum ARD-WM-Song 2010.
2011 veröffentlichten sie gleich drei Alben – zwei Live-CD/DVDs und ein Akustik-Album. The Parlotones gewannen South African Music Awards in drei Kategorien. Im Oktober 2011 spielen sie als Vorgruppe von Coldplay zwei Konzerte in Kapstadt und Johannesburg. Mit dem Album Stardust Galaxies erreichten sie in ihrer Heimat mittlerweile Doppelplatinstatus.

## Mitglieder

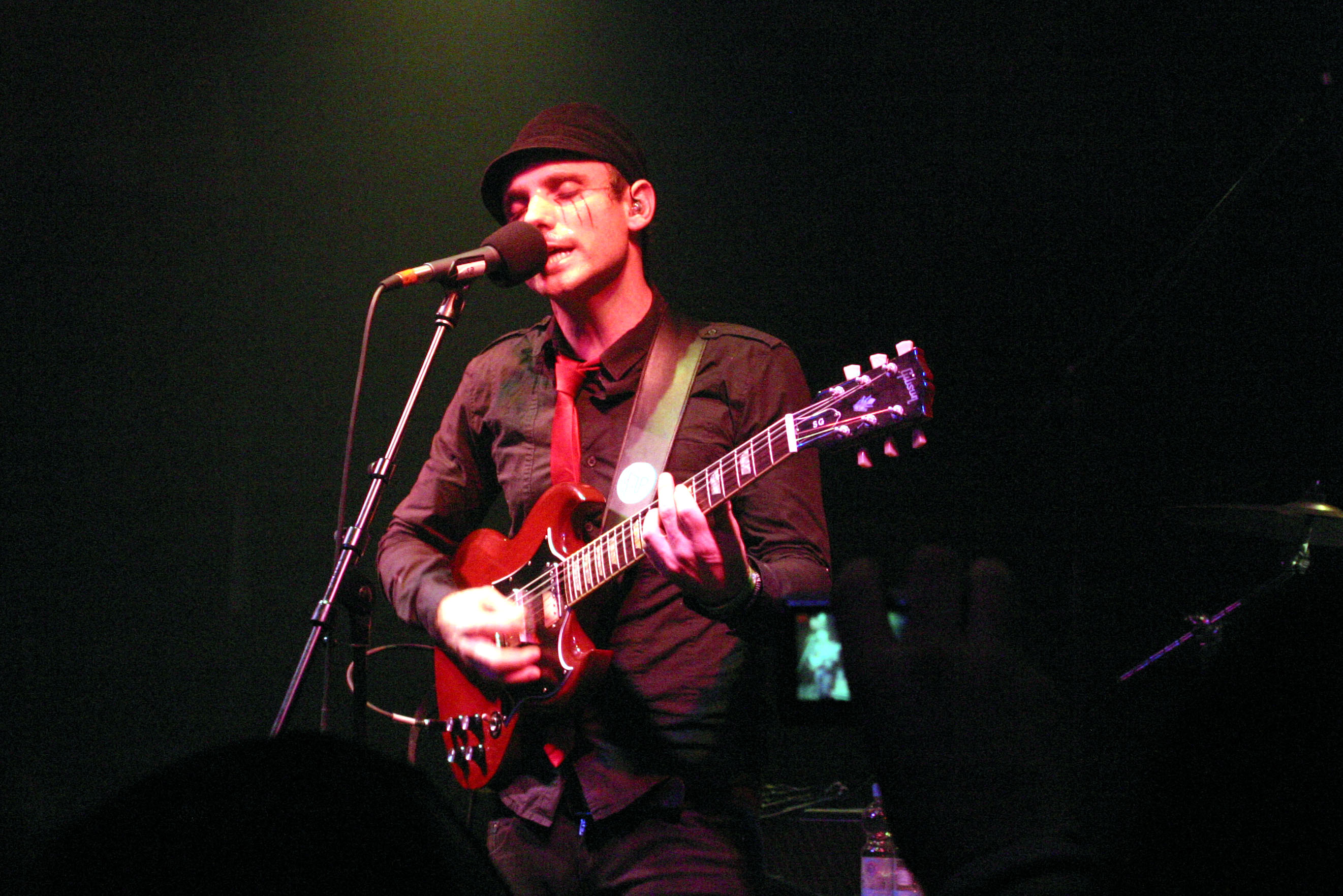
Kahn Morbee (2010)
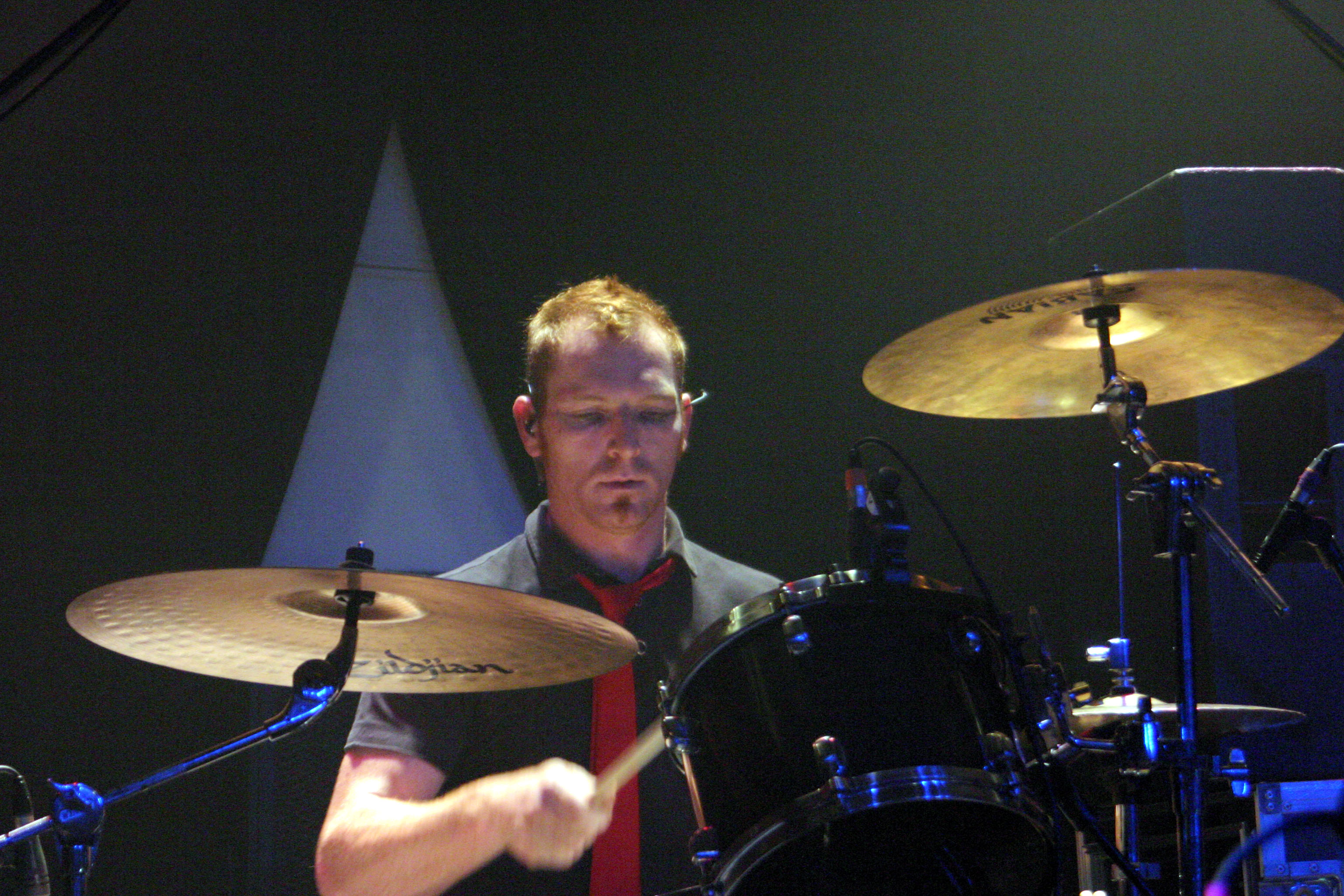
Neil Pauw (2010)
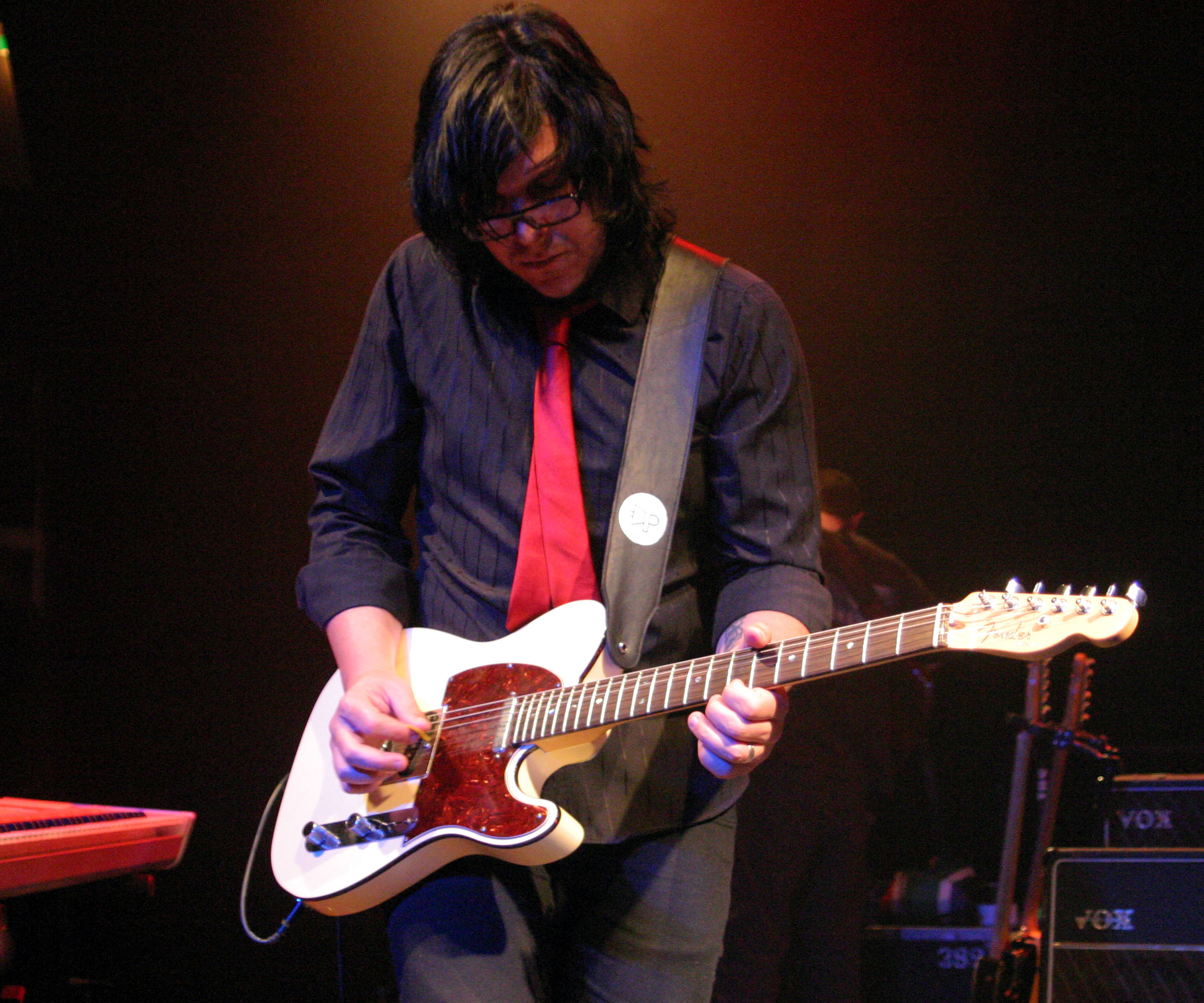
Paul Hodgson (2010)
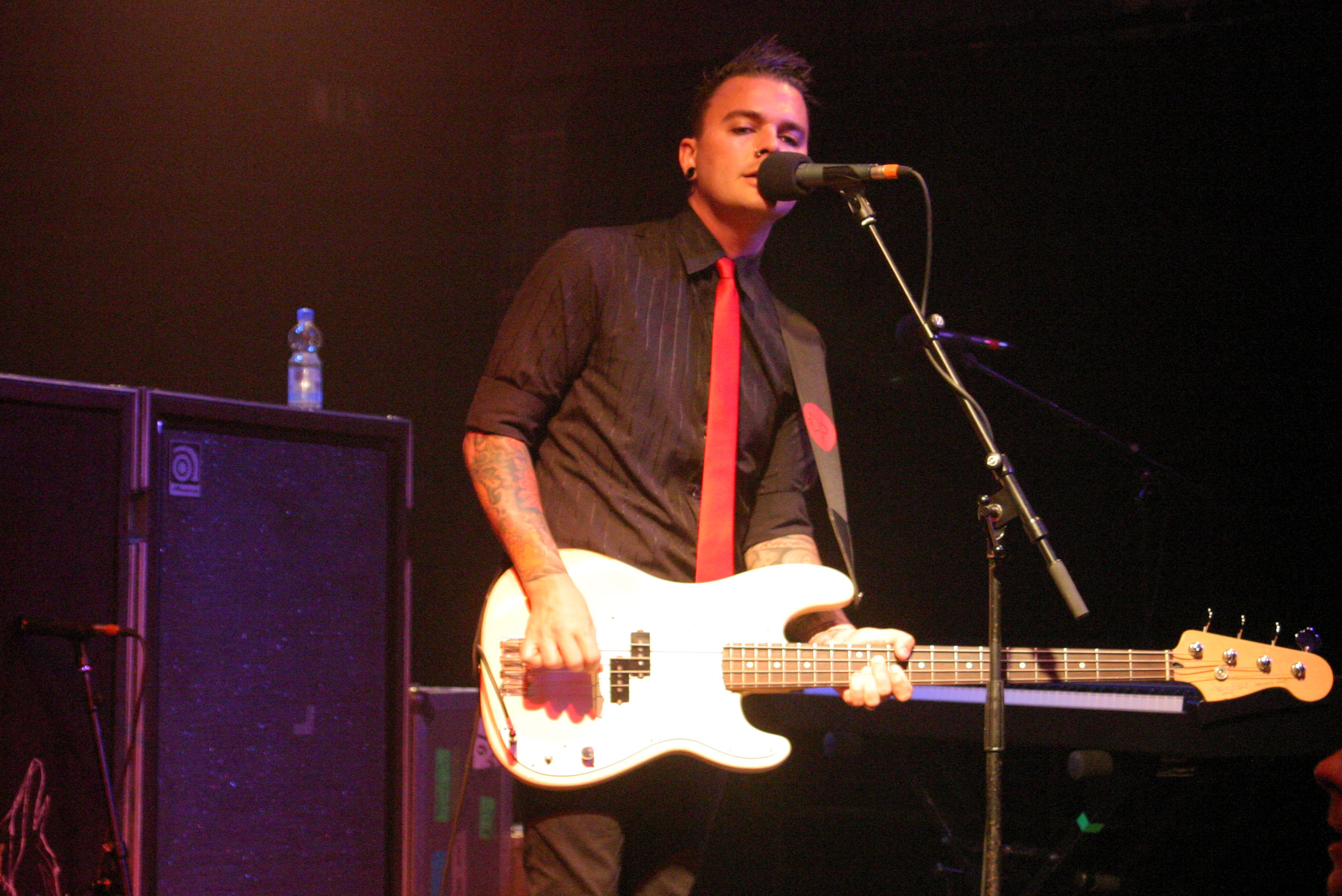
Glenn Hodgson (2010)

## Diskografie

### Alben
- 2003: Episoda
- 2005: Radiocontrolledrobot
- 2007: Radiocontrolledrobot International
- 2007: A World Next Door to Yours
- 2009: Stardust Galaxies (Südafrika)
- 2010: Stardust Galaxies (Deutschland)
- 2011: Live in Johannesburg als CD und DVD erhältlich
- 2011: Eavesdropping on the Songs of Whales
- 2011: Live Design CD/DVD
- 2012: Journey Through the Shadows
- 2013: Stand like Giants
- 2015: Antiques & Artefacts
- 2016: Trinkets, Relics and Heirlooms

### EPs
- 2002: Superstars
- 2004: Borderline Patrol
- 2010: Come Back as Heroes (ARD-WM Song)
- 2013: Shake It Up

### Singles
- 2004: Long Way Home
- 2005: Beautiful
- 2005: Here Comes a Man
- 2006: Colourful
- 2006: Overexposed
- 2006: Dragonflies and Astronauts
- 2007: A Giant Mistake
- 2007: A World Next Door to Yours
- 2007: I’m Only Human
- 2007: I’ll Be There
- 2010: Life Design
- 2010: Push Me to the Floor
- 2010: We Call This Dancing
- 2010: Stardust Galaxies
- 2010: Come Back as Heroes
- 2011: It’s Magic
- 2012: Save Your Best Bits
- 2012: Honey Spiders
- 2013: Sleepwalker
- 2015: Defy Gravity
- 2016: Treasures